# Rickenbach (Leiblach)
Der Rickenbach, im Oberlauf Riedbach genannt, ist ein 13,5 km langes Fließgewässer in den österreichischen Gemeinden Eichenberg, Möggers und Hohenweiler im Vorarlberger Bezirk Bregenz sowie in den deutschen Gemeinden Scheidegg und Sigmarszell im schwäbischen Landkreis Lindau (Bodensee). Er mündet von Osten und von links in die Leiblach.

## Name
Der Name Rickenbach ist sehr häufig, siehe dazu die Begriffsklärungsseite Rickenbach. Daher wird der Bach oft verwechselt. In der Nähe sind:
- Rickenbach (Bodensee), Zufluss des Bodensees in Reutin, Lindau (Bodensee), Landkreis Lindau (Bodensee), Bayern und rechter Mündungsarm des Bösenreutiner Tobelbachs
- Rickenbach (Bregenzer Ach) oder Wirtatobelbach, rechter Zufluss der Bregenzer Ach im Wirtatobel, Stadt Bregenz, Bezirk Bregenz, Vorarlberg
- Rickenbach (Schwarzach), rechter Zufluss der Schwarzach bei Wolfurt, Bezirk Bregenz, Vorarlberg

## Geographie
Geographisch liegt der Rickenbach im zentralen Gebiet des Pfänderstocks. Der Pfänderstock liegt je nach Gliederung in den Allgäuer Voralpen westlich der Iller und damit in den Allgäuer Alpen oder in den Nagelfluhhöhen und Senken zwischen Bodensee und Wertach.
Politisch bildet der Bach an mehreren Stellen die Grenze Österreich-Deutschland. Die erste Stelle ist etwa 400 m lang oberhalb des Grenzübergangs Möggers-Scheidegg. Hier läuft die Grenze manchmal knapp neben dem Bach. Die größte Strecke sind die letzten 4,9 km bis zur Mündung. Hier ist die nördlichste Spitze von Vorarlberg. In Bayern liegt der Bach an der südwestlichen Spitze.

### Verlauf

#### Quelle
Der Rickenbach entspringt etwa 600 m nordöstlich der Ortschaft Lutzenreute im Gemeindegebiet von Eichenberg auf 888,5 m ü. A. Höhe. Seine Quelle liegt etwa 1 km nordwestlich des 1069 m ü. A. hohen Hochbergs. Das Quellgebiet ist eine Hochebene mit Feuchtwiesen. Diese Feuchtwiesen werden in Vorarlberg Ried genannt, daher kommt der Name Riedbach. Der Riedbach ist anfänglich ein Riedgraben, der die Wiesen entwässert. Der dortige Fußballplatz wird drainiert, das Abflussrohr bildet heute den Beginn des Wasserlaufes.

#### Weiterer Verlauf
Der Riedbach fließt nach Nordosten und erreicht bei Gewässerkilometer 12,9 das Gemeindegebiet von Möggers. Bei Gewässerkilometer 9,9 mündet von rechts der Lindentobelbach. Ab dort ändert das Gewässer den Namen von Riedbach auf Rickenbach und  fließt danach entlang der Grenze Österreich/Deutschland oder ganz auf deutschem Boden. Ganz auf deutschem Boden ist er von Gewässerkilometer 9,6 bis 4,9. Anschließend bildet er wieder die deutsch-österreichische Grenze. Bei Gewässerkilometer 8,7 liegen die Hasenreuter Wasserfälle. Unterhalb der Hasenreuther Wasserfälle verläuft rechtsseitig ein Trampelpfad, der aber nur bei trockenem Wetter gut begehbar ist. Nach Regenfällen sind hier zahlreiche kleine namenlose Nebenbäche, die den Weg unpassierbar machen.
Bei Gewässerkilometer 6 sind die berühmten Scheidegger Wasserfälle. 
Danach hat der Rickenbach eine tiefe und unzugängliche Schlucht gebildet, die Rohrachschlucht, die beidseits der Grenze unter Naturschutz steht. Auf der österreichischen Seite ist das Europaschutzgebiet Rohrach und zugleich ein Naturwaldreservat, dort gibt es keine forstwirtschaftlichen Eingriffe. Im Leiblachtal mündet der Rickenbach schließlich, aus dem Osten kommend, nahe dem Hohenweiler Grenzübergang und auf einer Höhe von 447,4 m ü. A. von links in die aus dem Nordnordosten heranziehende Leiblach.
Der 13,5 km lange Gesamtlauf des Rickenbachs endet ungefähr 441 Höhenmeter unterhalb der Quelle seines Oberlaufs Riedbach, er hat somit ein mittleres Sohlgefälle von circa 33 ‰.

### Einzugsgebiet
Das 22,16 km² große Einzugsgebiet des Riedbachs liegt in den nordwestlichen  Allgäuer Alpen und wird durch ihn über die Leiblach und den Rhein zur Nordsee entwässert.
Es grenzt
- im Norden an das Einzugsgebiet des Schutzbachs, der in die Leiblach mündet;
- im Nordosten an das des Mühlbach, der über die Rothach und die Bregenzer Ach in den Rhein entwässert;
- im Osten an das des Weißenbachs, der in die Rothach mündet;
- im Südosten an das der Maisachs, die ebenfalls in die Rothach mündet;
- im Süden an das des Ledenbachs, der über den Ruggbach in den Bodensee entwässert;
- im Südwesten und Westen an das der Reisach, die in die Leiblach mündet und
- ansonsten an das Einzugsgebiet der Leiblach direkt.

Das Einzugsgebiet  ist in den Außenbereichen mehrheitlich bewaldet, ansonsten überwiegen landwirtschaftliche Nutzflächen. Die höchste Erhebung ist der Hochberg mit 1069 m ü. A. im Süden des Einzugsgebiets.

### Zuflüsse
Der längste Zufluss ist der von rechts kommende Siegelbach mit einer Länge von 3,9 km und der längste linke Zufluss ist der 2,5 km lange Loimlesbach.
| Stat. in km | Name                | GKZ                   | Lage   | Länge in km | Mündung Koordinaten                               | Mündungshöhe in m | Bemerkungen                                                          |
| ----------- | ------------------- | --------------------- | ------ | ----------- | ------------------------------------------------- | ----------------- | -------------------------------------------------------------------- |
| 012,30      | Kehnertobel(bach)   | 81011420              | rechts | 001,3000    | im Eichenberger Ried                              | 86600000          |                                                                      |
| 011,550     | Schiebentobelbach   | 81011418              | rechts | 000,6000    | westlich von Möggers                              | 85000000          |                                                                      |
| 010,90      | Dorfbach            | 81011417              | rechts | 000,7000    | nordwestlich von Möggers                          | 83700000          | vom Dorfkern Möggers                                                 |
| 009,90      | Lindentobelbach     | 81011416              | rechts | 001,0000    | südwestlich von Scheidegg-Diethen                 | 82000000          | Grenzbach                                                            |
| 009,550     | Äußerer Reitebach   |                       | rechts | 000,5000    | bei Diethen                                       | 81500000          |                                                                      |
| 009,370     | Äußerer Reitebach   |                       | rechts | 000,6000    | nordöstlich von Diethen                           | 81100000          | möglicherweise heißt der Bach Mittlerer Reitebach                    |
| 009,30      | Stadelsgraben       | 81011413              | links0 | 000,7000    | beim Zollamt Scheidegg                            | 81000000          |                                                                      |
| 009,550     | Innerer Reitebach   |                       | rechts | 000,5000    | beim Zollamt Scheidegg                            | 81000000          |                                                                      |
| 006,40      | Scheibenbach        |                       | rechts | 002,3000    | bei Scheidegg-Fürstenmühle                        | 70300000          | vom Hauptort Scheidegg                                               |
| 005,70      | Fäßlertobelbächlein |                       | links0 | 001,0000    | westnordwestlich von Scheidegg-Rickenbach         | 63400000          |                                                                      |
| 005,20      | Rickenbach          |                       | links0 | 000,6000    | 47.58888 9.82722                                  | 60600000          |                                                                      |
| 004,90      | Forstbach           | 81011407              | links0 | 001,6000    | 47.58709 9.82387                                  | 58400000          | Grenzbach                                                            |
| 004,60      | Grubtobelgraben     | 81011406              | links0 | 000,6000    | 47.587668 9.820305                                | 56600000          |                                                                      |
| 40,00       | Rohrachbach         | 81011405              | links0 | 000,4000    | 47.587994 9.814198                                | 52000000          | namensgebend für die Schlucht und die Naturschutzgebiete             |
| 003,70      | Loimlesbach         | 81011404              | links0 | 002,5000    | 47.590007 9.81101                                 | 51100000          | Ende des Europaschutzgebietes Rohrach auf der österreichischen Seite |
| 003,550     | Unterrohrachbächle  |                       | rechts | 000,2000    | 47.59105 9.8109                                   | 50800000          |                                                                      |
| 002,630     | Hinterbächle        |                       | rechts | 000,2000    | 47.59588 9.80253                                  | 48900000          |                                                                      |
| 002,150     | Göhrentobelbach     | 81011402              | links0 | 001,1000    | südlich von Sigmarszell-Geislehen                 | 47800000          | aus Österreich                                                       |
| 000,30      | Siegelbach          |                       | rechts | 003,9000    | bei Sigmarszell-Burgstall                         | 45100000          |                                                                      |
| 00,00       | Rickenbach          | AT: 810114 DE: 215126 |        | 013,5000    | im Leiblachtal nahe dem Hohenweiler Grenzübergang | 44700000          | mündet in die Leiblach                                               |

Anmerkungen zur Tabelle
1. ↑  Der Kehnertobel(bach) auf dem Vorarlberg Atlas
2. ↑  Der Schiebentobelbach auf dem Vorarlberg Atlas
3. ↑  Der Dorfbach auf dem Vorarlberg Atlas
4. ↑  Der Äußerer Reitebach auf der Parzellarkarte, EuroRegionalMap
5. ↑  Der Äußerer Reitebach auf der Parzellarkarte, EuroRegionalMap
6. ↑  Der Stadelsgraben auf dem Vorarlberg Atlas
7. ↑  Der Innere Reitebach auf der Parzellarkarte, EuroRegionalMap
8. ↑  Die Länge von 2,28 km wurde auf dem BayernAtlas gemessen
9. ↑  Das Fäßlertobelbächlein  auf der Parzellarkarte, EuroRegionalMap
10. ↑  Der Rickenbach auf der Parzellarkarte, EuroRegionalMap
11. ↑  Der Forstbach auf dem Vorarlberg Atlas
12. ↑  Der Grubtobelgraben auf dem Vorarlberg Atlas
13. ↑  Der Rohrachbach auf dem Vorarlberg Atlas
14. ↑  Der Loimlesbach auf dem Vorarlberg Atlas
15. ↑  Die Länge von 197 m wurde auf dem BayernAtlas gemessen
16. ↑  Das Unterrohrachbächle auf der Parzellarkarte, EuroRegionalMap
17. ↑  Das Hinterbächle auf der Parzellarkarte, EuroRegionalMap
18. ↑  Der Göhrentobelbach auf dem Vorarlberg Atlas
19. ↑  Der Siegelbach auf der Parzellarkarte, EuroRegionalMap
20. ↑  Die Daten des Rickenbachs zum Vergleich

### Wasserfälle
Der Rickenbach fällt über mehrere Wasserfälle stufenförmig ab. Auch die Nebenbäche sind von kleineren Wasserfällen geprägt. Die bedeutendsten Wasserfälle sind die Hasenreuter Wasserfälle und die Scheidegger Wasserfälle. Das Gebiet ist insgesamt ein wertvolles Geotop.

#### Hasenreuter Wasserfälle

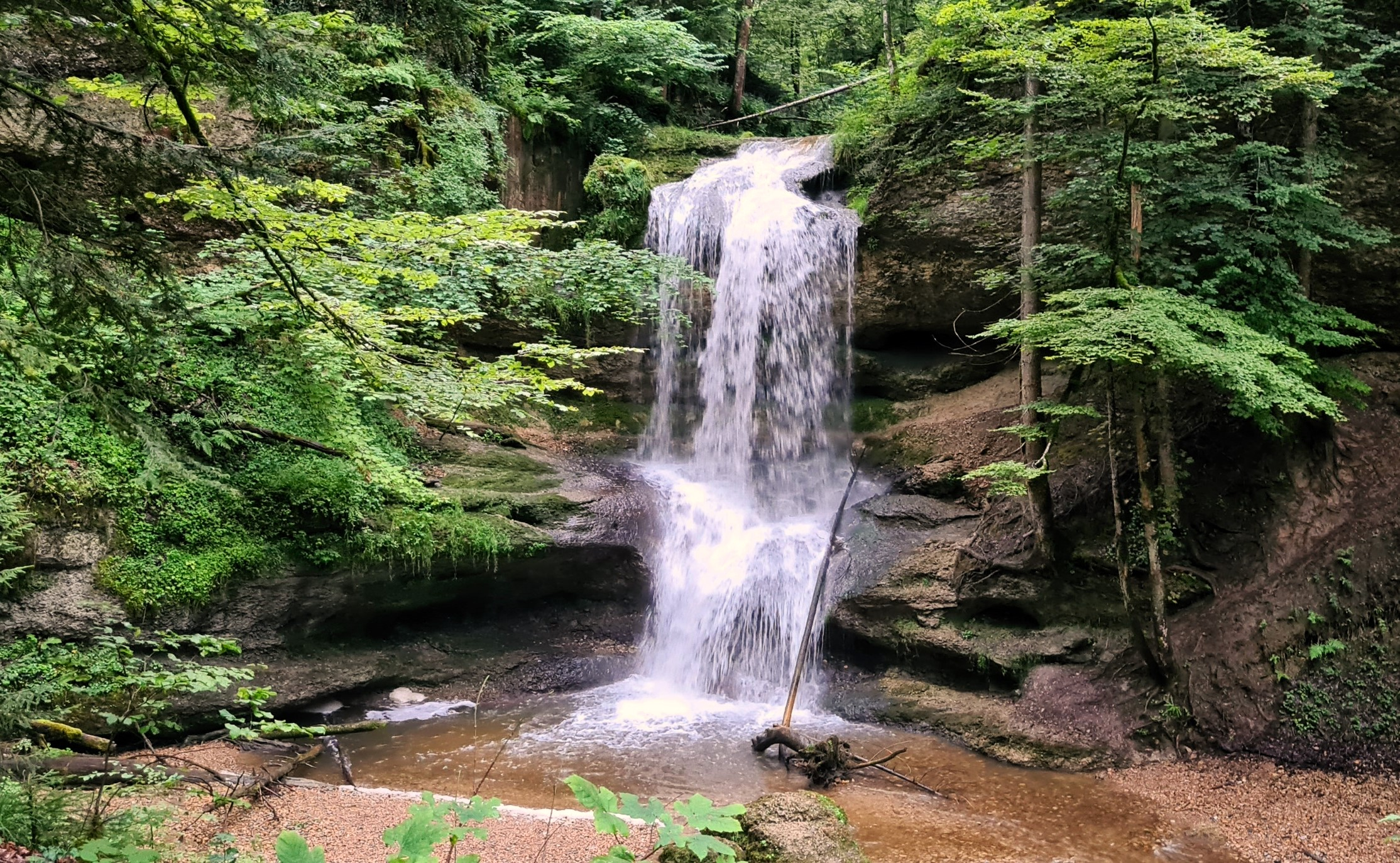
Hasenrheuter Wasserfall

Die Hasenreuter Wasserfälle wurden früher zur Energiegewinnung genutzt. Sie gehören zum Geopark Allgäu. Sie können ganzjährig und kostenlos besichtigt werden.

#### Scheidegger Wasserfälle
Die Scheidegger Wasserfälle sind ein besonderes Geotop. Sie wurden 2004 in die Liste Schönste Geotope Bayerns aufgenommen. Der Rickenbach fällt über zwei Stufen 40 Meter ab. Die Stufen wurden aus Sandstein und Nagelfluh der Oberen Süßwassermolasse gebildet.

Scheidegger Wasserfälle
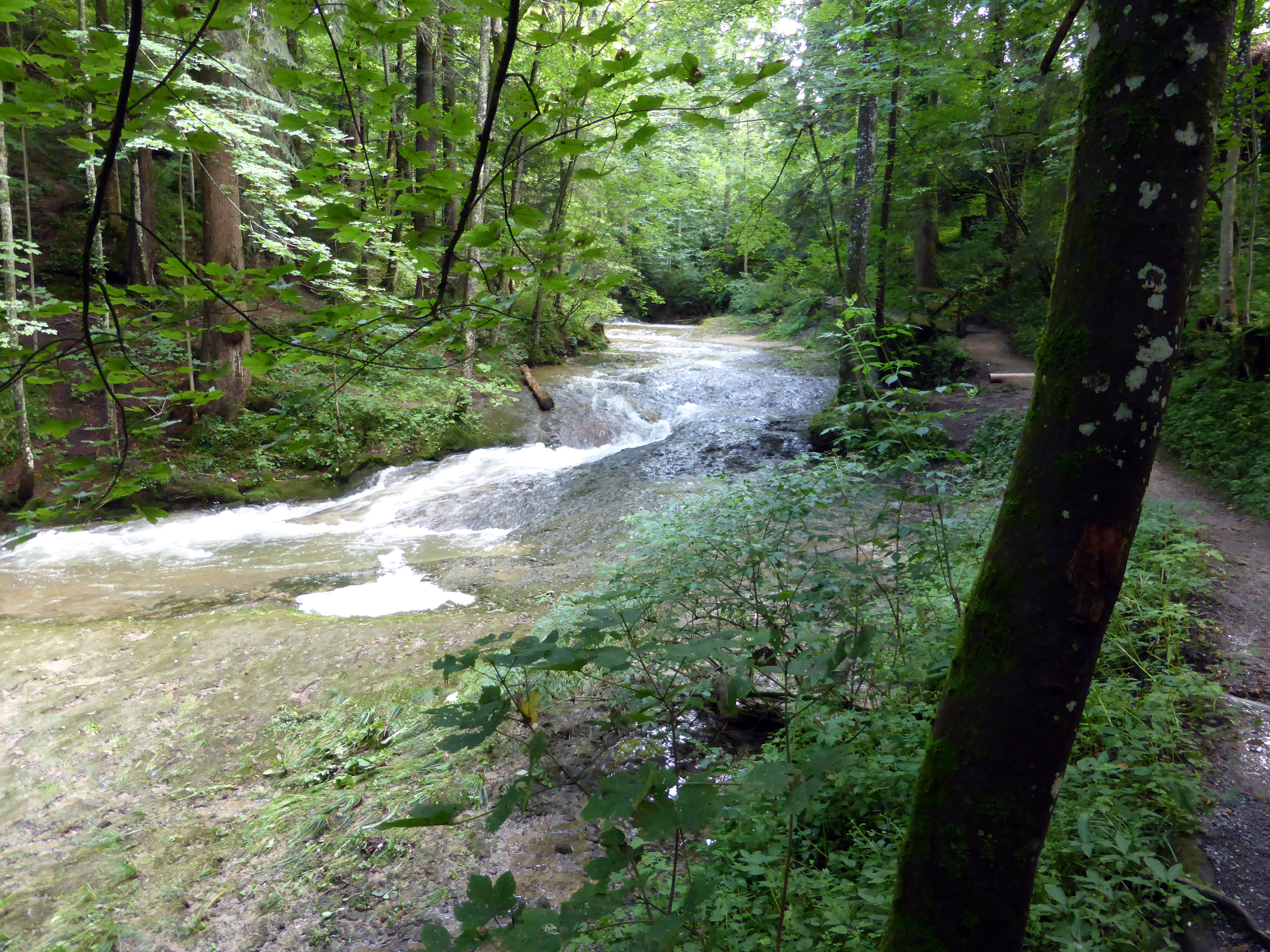
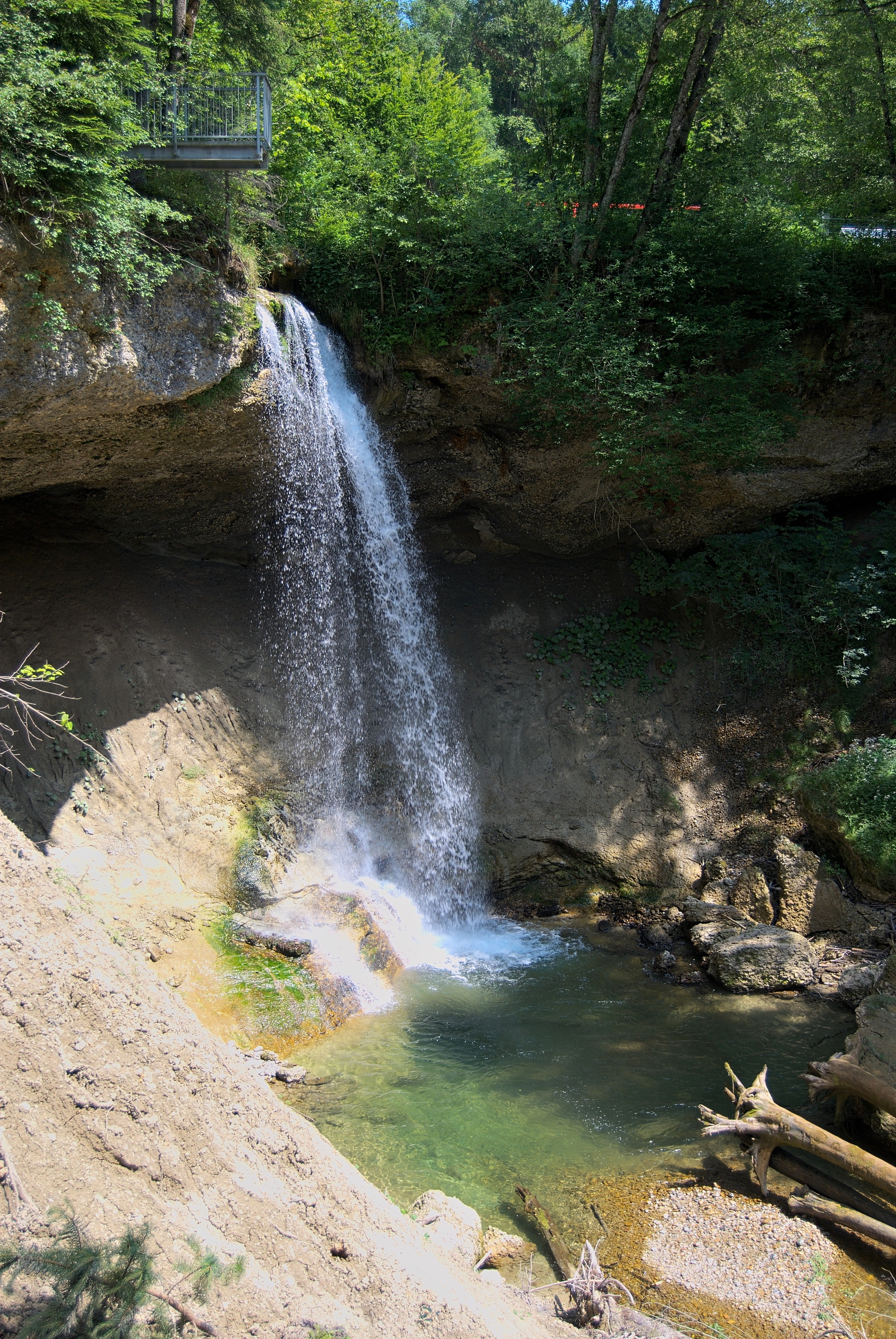
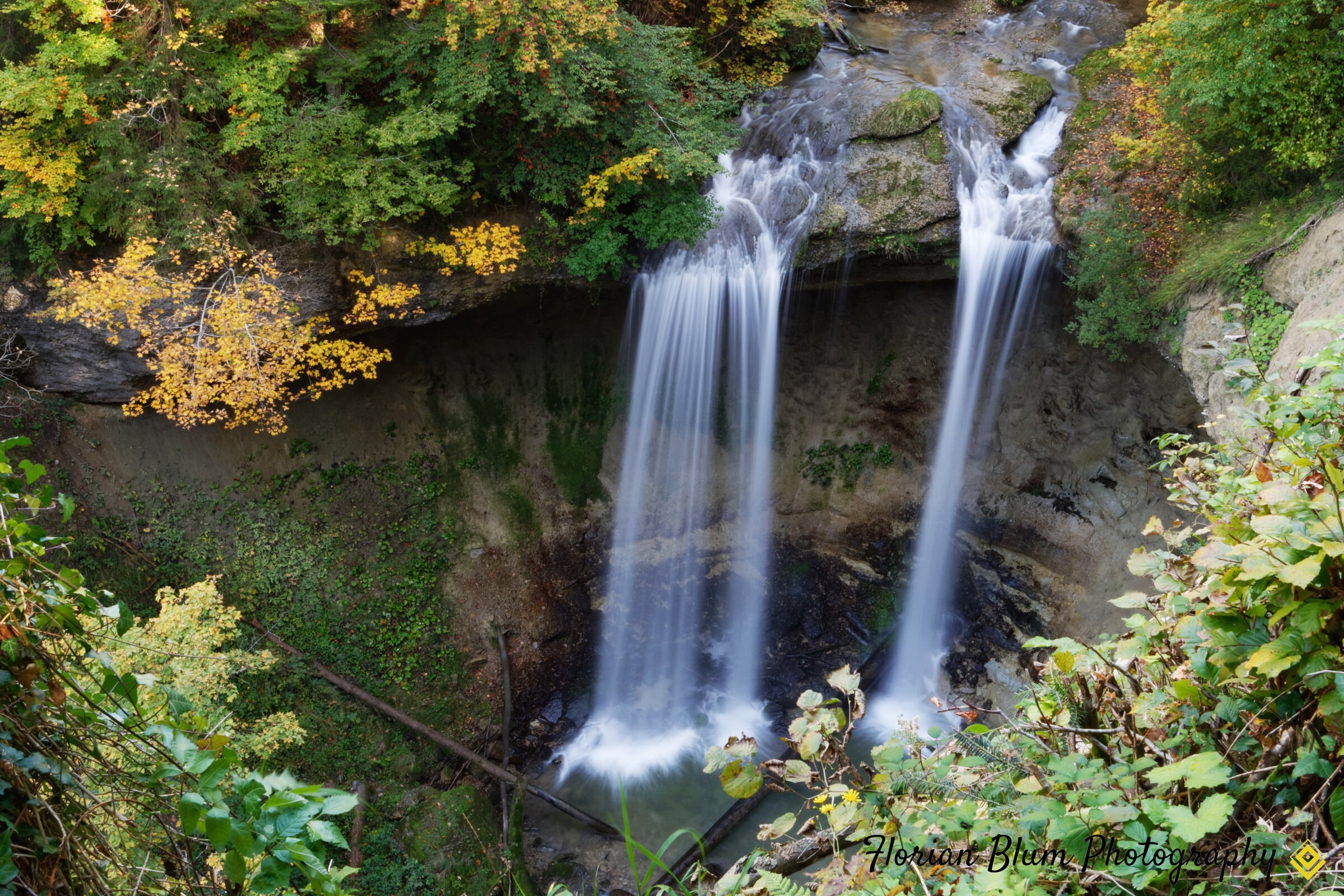
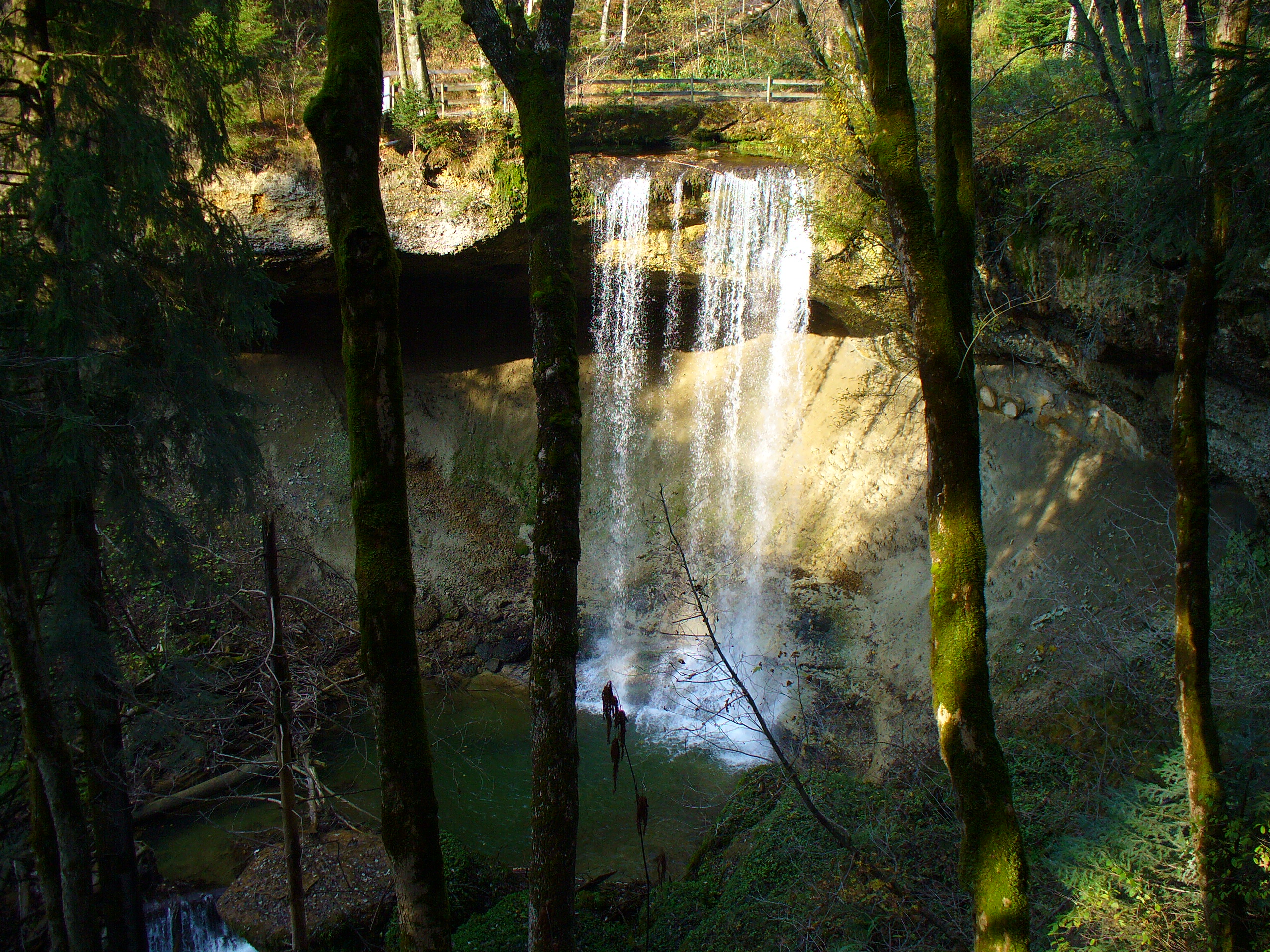
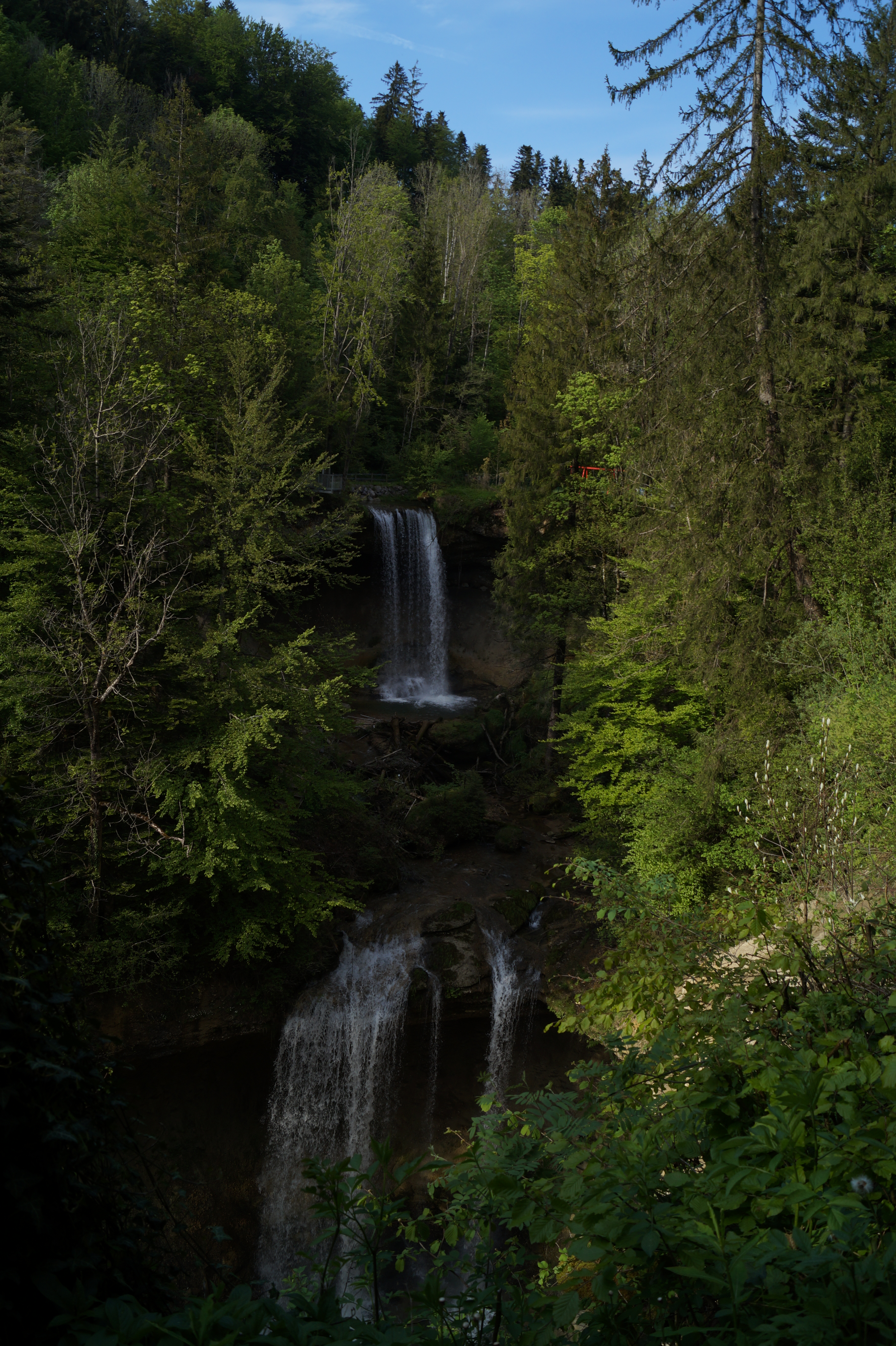
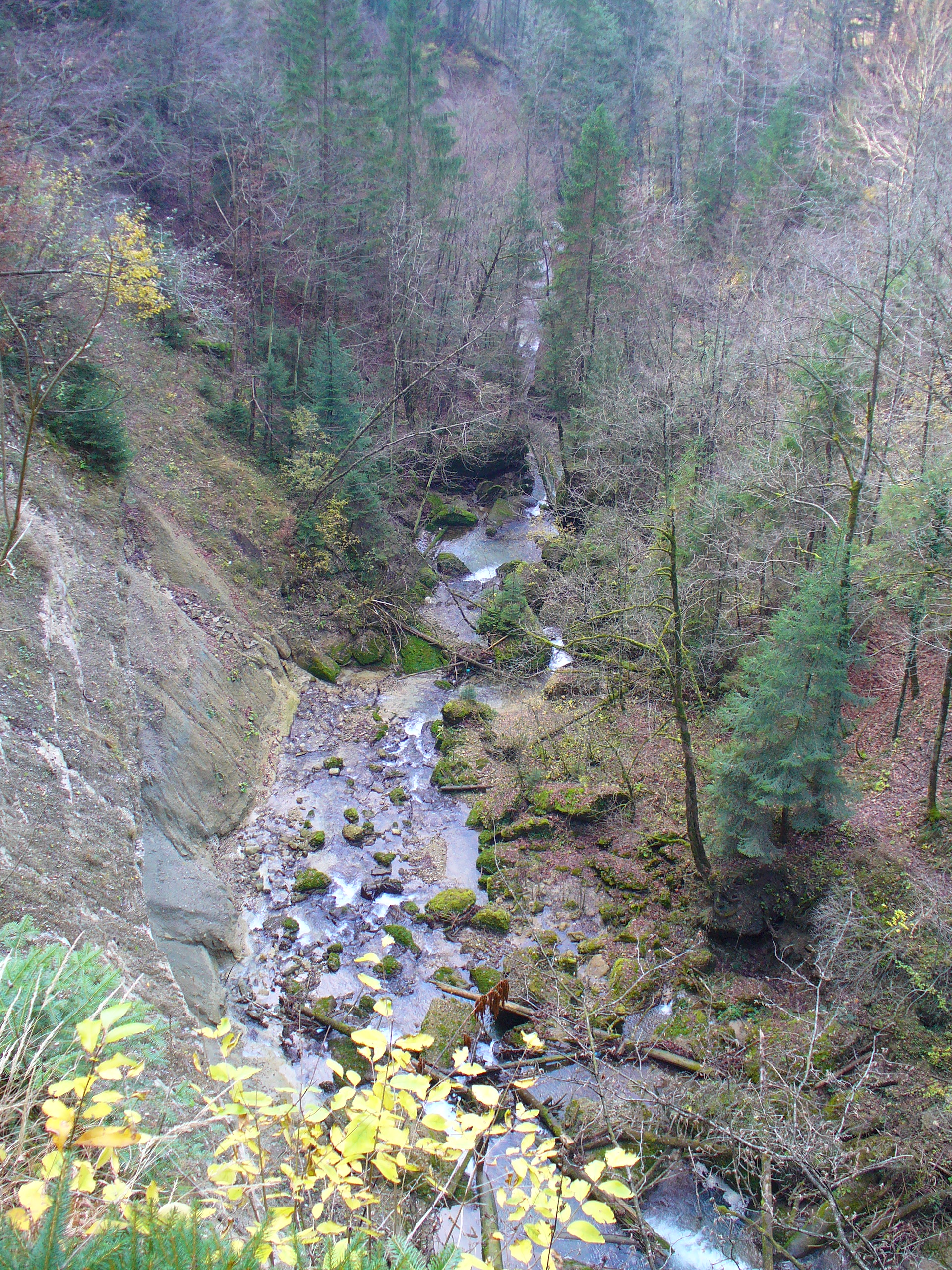

## Rohrachschlucht
Der Unterlauf des Rickenbachs liegt in der unzugänglichen steilen Rohrachschlucht, die Wälder hier sind sehr naturnah und stehen unter Naturschutz. Die Schlucht ist bis zu 180 m tief. Rechts des Rickenbachs liegt das deutsche Naturschutzgebiet Rohrachschlucht. Links liegt das österreichische Europaschutzgebiet Rohrach, es ist zugleich auch ein Naturwaldreservat. Der österreichische Teil ist besonders geschützt. Außer der Jagd gibt es hier keine menschlichen Eingriffe. Es besteht hier sogar ein Betretungsverbot.